# ريان والتر
ريان والتر هو كاتب كندي، ولد في 23 أبريل 1958 في نيو ويستمينيستر في كندا.

## وصلات خارجية
- ريان والتر على موقع دوري الهوكي الوطني (الإنجليزية)
- ريان والتر على موقع EliteProspects.com (الإنجليزية)
- ريان والتر على موقع HockeyDB.com (الإنجليزية)
- ريان والتر على موقع Hockey-Reference.com (الإنجليزية)